# Timmiella japonica
Timmiella japonica là một loài rêu trong họ Pottiaceae. Loài này được Iwasaki mô tả khoa học đầu tiên năm 1941.
Danh pháp khoa học của loài này chưa được làm sáng tỏ. 